# Anemone grayi
Anemone grayi là một loài thực vật có hoa trong họ Mao lương. Loài này được Behr & Kellogg mô tả khoa học đầu tiên năm 1884.